# NGC 5563
NGC 5563 (również PGC 51226) – galaktyka spiralna (S), znajdująca się w gwiazdozbiorze Panny. Odkrył ją Albert Marth 8 maja 1864 roku.